# بورسالينو

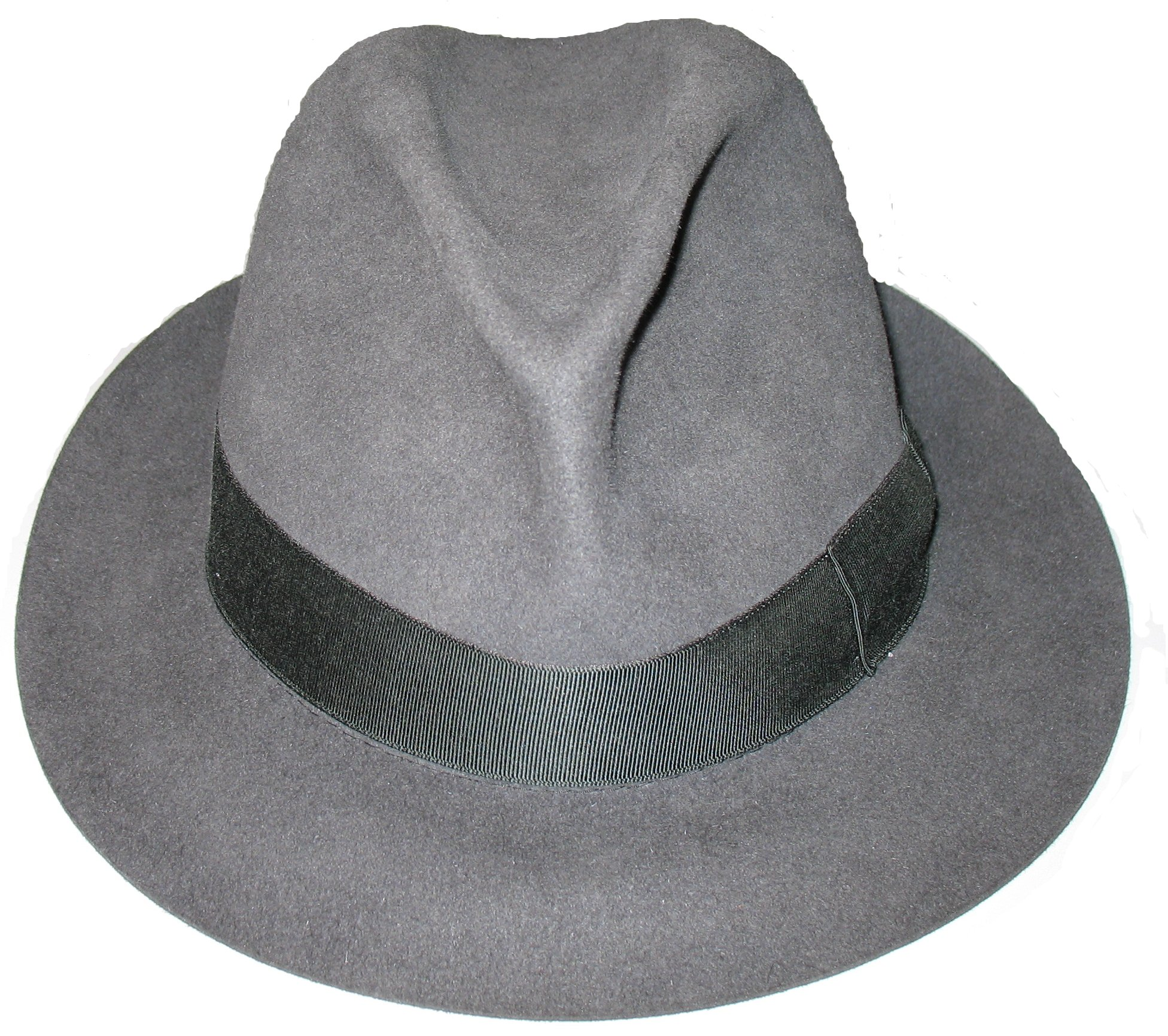
طاقية فيدورا مصنوعة بشركة بورسالينو

بورسالينو (بالإيطالية: Borsalino)‏ هو اسم شركة قبعات مُخصصة لنوع قبعات فيدورا. تأسست سنة 1857 في مدينة ألساندريا في إيطاليا، وكانت تَصنع الشركة الفيدورا من اللباد القادم من بلجيكا وفرو الأرانب.
أسس الشركة جوزيبي بورسالينو الذي زار إيطاليا وفرنسا لتَعلُّم تجارة القبعات. وإعداد ورشة عمل الحرفيين الأولى لإنتاج قبعات الشعر. عندما توفي جوزيبي بورسالينو، خلفه ابنُهُ تيريسيو بورسالينو، في إدارة الشركات العائلية. استمر نجاحه حتى أربعينيات القرن العشرون، عِندما انخفض إنتاج القبعات.
في عام 1986، انتقل مصنع بورسالينو إلى موقعه الحالي في ضواحي اليساندريا. جامعة اليساندريا (وكذلك متحف مخصص لتاريخ القبعة) تتملك المكاتب السابقة للشركة.

## وصلات خارجية
- الموقع الرسمي لـ بورسالينو